# Can Mora (Girona)
|  | Aquest article tracta sobre Can Mora de Girona. Vegeu-ne altres significats a « Can Móra (desambiguació)». |

Can Mora és un edifici del municipi de Girona que forma part de l'Inventari del Patrimoni Arquitectònic de Catalunya.

## Descripció
El casal actual fou bastit aprofitant estructures d'un casal més antic. En aquest sentit és ben visible encara l'antic portal dovellat situat al centre de la façana i actualment tapat. L'interès de l'edifici actual cal centrar-lo en el patit d'entrada i especialment en l'escalinata, amb un inici a la planta baixa marcat per quatre pilars amb capitells que marquen l'accés. El sostre és cobert per un conjunt de diferents voltes el portal exterior és amb arc rebaixat. El pati és cobert a manera de cel-obert.

## Història
L'edifici està situat en el centre de la Cort Reial, que esdevingué pas obligat de les diligències i dels vehicles de llarg trajecte quan es desvià el camí reial de Barcelona a França del carrer de la Força]. Per resultar aquest massa estret i costerut. A principis del segle XXI hi ha la coneguda Granja Mora que ocupa part de la planta baixa i tot el primer pis.